# Træløber
Træløberen (Certhia familiaris) er 12,5 cm lang spurvefugl, der er almindelig i skove og parker i Danmark. Den findes desuden i det meste af Europa og Asien.
Træløberen var tidligere den eneste træløberart i Danmark, men i de sidste 50 år er også den korttåede træløber begyndt at yngle i det sydvestlige Danmark. Den ligner træløberen meget og adskilles bedst på stemmen.

## Underarter
Træløberen inddeles i ti underarter
:
- C. f. brittanica, Irland og Storbritannien
- C. f. macrodactyla, V og C Europa
- C. f. corsa, Korsika
- C. f. familiaris, N og Ø Europa
- C. f. daurica, S Sibirien og N Kazakhstan til SØ Sibirien, N Japan, Korea og NØ Kina
- C. f. caucasica, N Tyrkiet til og med Kaukasus
- C. f. persica, SØ Azerbaijan og N Iran
- C. f. bianchii, N og C Kina
- C. f. tianschanica, SØ Kazakhstan, Kyrgyzstan og NV Kina
- C. f. japonica, S Japan